# Per Friman
Per Friman, född 1984, är en aktiv svensk klassisk saxofonist. Han ingår i ett antal konstellationer utöver sin solokarriär, till exempel Svenska Saxofonkvartetten och Duo FriBerg. 2011 släppte Friman sin debutskiva "Från det ena till det andra".